# Provincia Chaiyaphum
Chaiyaphum (în thailandeză ชัยภูมิ) este o provincie (changwat) din Thailanda. Situată în regiunea de Nord-Est, provincia Chaiyaphum are în componența sa 16 districte (amphoe), 124 de sub-districte (tambon) și 1393 de sate (muban). 
Cu o populație de 1.122.635 de locuitori și o suprafață totală de 12.778,3 km2, Chaiyaphum este a 16-a provincie din Thailanda ca mărime după numărul populației și a 7-a după mărimea suprafeței.